# Haliastur
Haliastur Selby, 1840 è un genere di uccelli rapaci della famiglia Accipitridae.

## Tassonomia
Il genere comprende le seguenti specie:
- Haliastur sphenurus (Vieillot, 1818) - nibbio fischiatore
- Haliastur indus (Boddaert, 1783) - nibbio bramino